# Тягач

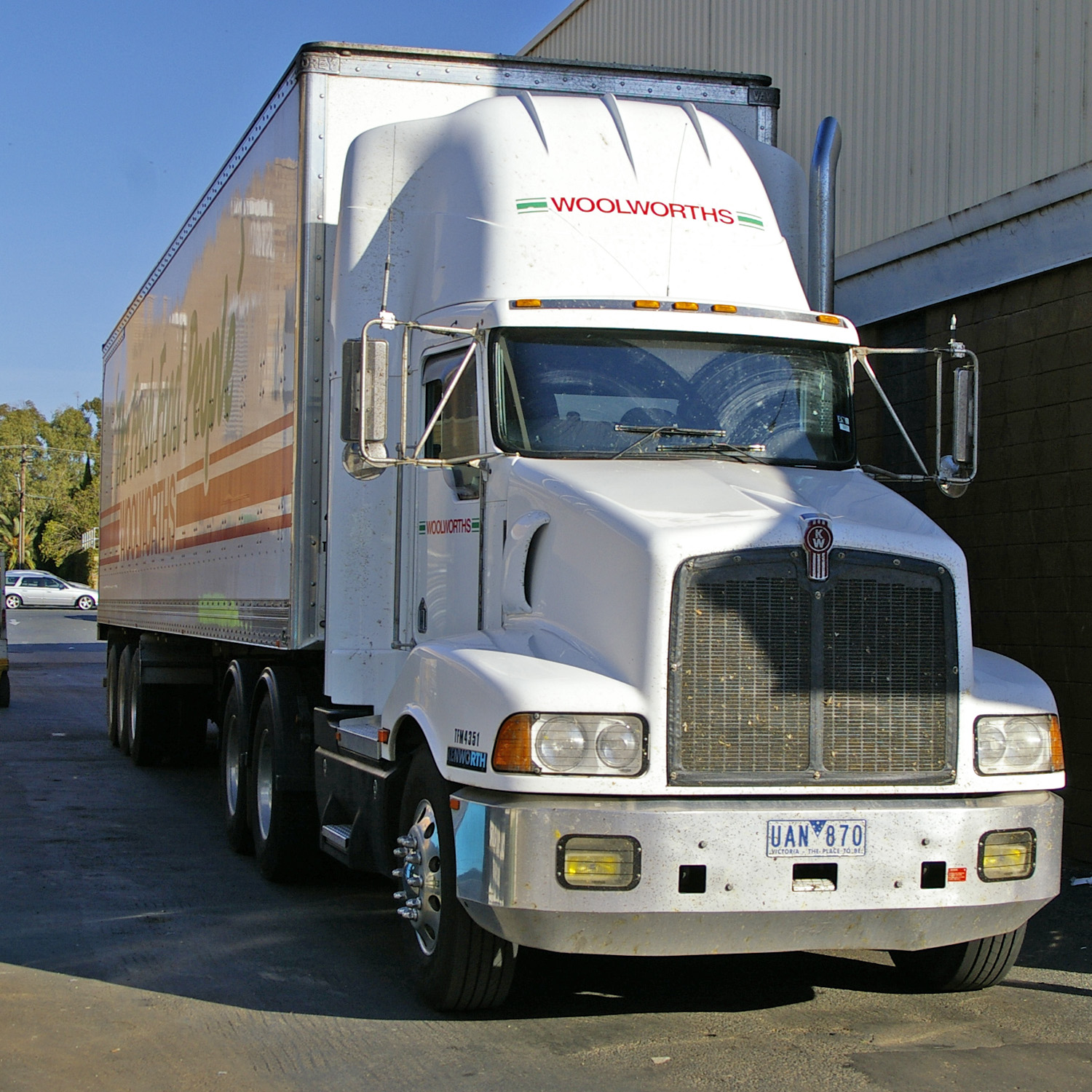
Сідловий тягач Kenworth T600 з напівпричепом

Тягáч — механічний дорожній транспортний засіб, який за своїми конструкцією та оснащенням призначений для буксирування напівпричепів, причепів чи платформ.

## Різновиди
Тягачі поділяють на два основні типи: сідлові та буксирні,  причому останні виготовляють на базі дво- або триосних шасі вантажних автомобілів. Використовують також колісні тягачі з напівпричепом.Сідлові тягачі, зазвичай використовуються для транспортування напівпричепів, відрізняються великим зносостійким дизельним двигуном, що забезпечує потужність, довговічність та економічність. Такі тягачі зазвичай мають декілька вісей та багатоступінчасту коробку передач (10, 13 або 18 передач) для максимальної гнучкості в роботі.
Склад тягача з напівпричепом дозволяє розподіляти навантаження на кілька вісей, будучи при цьому більш маневреним, ніж автомобіль тієї ж величини з жорсткою рамою. Найбільш поширена система кріплення причепа - це п'ята колісна муфта, яка дозволяє швидко змінювати напівпричепи різного призначення, наприклад, для перевезення сипучих вантажів або в контейнерах. Причепи з різними вантажами можуть швидко обмінюватися між тягачами, що усуває простої під час завантаження або розвантаження.